# Świadectwa Ursyniusza
Świadectwa Ursyniusza – dwa apokryfy Nowego Testamentu, należące do cyklu Piłata.

## Charakterystyka
Apokryfy powstały w języku syryjskim około V–VII wieku. Przetrwały jako niezależny syryjski przekaz, syryjskie odpisy w Kronice Michała Wielkiego (XII w.) i Chronografii Grzegorza Bar Hebraeusa (XIII w.) oraz arabski odpis w Kronice Mahbuba (X w.).

## Treść
Autorem świadectw miał być pogański nauczyciel filozofii Ursyniusz z kręgu Tyberiusza. W pierwszym świadectwie Ursyniusz opisał niezwykłe wydarzenia towarzyszące ukrzyżowaniu „pewnego męża”, które dokonało się z woli Żydów. Do wydarzeń tych należały zaćmienie Słońca, trzęsienie ziemi i inne „okropności”. Wspomniano o liście Piłata do Tyberiusza w tej sprawie i odwołaniu Piłata z funkcji. Drugie świadectwo komentuje rosnący kult Chrystusa, w którego wierzą filozofowie Grecji, Aleksandrii i Bejrutu. Ursyniusz przypuszcza, że pogańscy kapłani i ich bogowie również staną się wyznawcami Chrystusa, a także zaznacza wysoką moralność chrześcijan.